# Наместники Гондора
Наме́стники Го́ндора (англ. Stewards of Gondor) — в легендариуме Дж. Р. Р. Толкина титул блюстителей трона Гондора, которые правили королевством в отсутствие короля.

## Происхождение наместничества
Род наместников происходил от Хурина, наместника короля Минардила, поэтому весь род принято называть родом Хурина. В жилах Хурина с нагорья Эмин Арнен текла благородная нуменорская кровь. После Минардила все короли выбирали наместников из его рода, а начиная с Пелендура наместничество, как и корона, стало наследным правом и переходило от отца к сыну или к ближайшему потомку.
Первым в линии единовластных наместников Гондора был Мардил Воронвэ (в переводе с квенья — «верный»), который принял правление после исчезновения в Минас Моргуле короля Эарнура, последнего представителя гондорской линии Элендила. Поскольку не было полной уверенности, что Эарнур погиб, первое время Мардил правил от его имени, но со временем сам стал управлять страной. Все последующие наместники клялись управлять страной «до возвращения короля».
Власть в роду наместников была, как и у королей, наследственной и абсолютной и так же передавалась от отца к старшему сыну. Фактически они являлись регентами, но ни один из них не присваивал себе какого-либо монархического титула. Ко времени, описанному во «Властелине Колец», Гондором правил Дэнетор II — двадцать шестой по счету наместник. 
Последним известным наместником Гондора был сын Дэнетора — Фарамир. Его полномочия Наместника были подтверждены в 3019 году Т.Э. королём Элессаром, который возвёл Фарамира в княжеское достоинство и закрепил за его родом земли Итилиэна как наследственное владение.

## Список наместников Гондора
Все указанные ниже даты относятся к Третьей Эпохе (Т. Э.).

### Наместники Гондора, правящие от имени короля
| Имя наместника      | Годы жизни     | Примечания |
| ------------------- | -------------- | --- |
| Хурин из Эмин Арнен | родился в 1630 | Наместник короля Минардила, основатель Дома Хурина, будущие наместники которого долго правили Гондором.                                                                     |
| Пелендур            | 1879—1998      | Наместник короля Ондогера. Правил Гондором в течение года (1944—1945) после его смерти.                                                                                     |
| Ворондил Охотник    | 1919—2029      | Сын и преемник Пелендура. Он любил охотиться на берегах моря Рун, за что и получил своё прозвище. Находился в должности с 1999 по 2029 гг. Т. Э.                            |
| Мардил Верный       | 1960—2080      | Пытался отговорить короля Эарнура от безумной затеи принять вызов Короля-чародея Ангмара. После ухода Эарнура долгое время правил от его имени, но вскоре стал править сам. |

### Наместники Гондора, правящие самостоятельно
|    | Имя наместника | Годы жизни | Годы правления | Примечания |
| -- | -------------- | ---------- | -------------- | --- |
| 1  | Мардил Верный  | 1960—2080  | 2029—2080      | До 2050 года правил Гондором от имени Эарнура. В 2050 году сам принял правление Гондором. Первый наместник Гондора, чьё правление пришлось на период Бдительного мира.                                                 |
| 2  | Эрадан         | 1999—2116  | 2080—2116      | Преемник Мардила. Был первым из наместников Гондора, носившим имя на синдарине. Второй наместник Гондора, чьё правление пришлось на период Бдительного мира.                                                           |
| 3  | Герион         | 2037—2148  | 2116—2148      | Сын и преемник наместника Эрадана. Его имя переводится с квенья как «Сын Лорда». Третий наместник Гондора, чьё правление пришлось на период Бдительного мира.                                                          |
| 4  | Белегорн       | 2074—2204  | 2148—2204      | Четвёртый наместник Гондора, чьё правление пришлось на период Бдительного мира. |
| 5  | Хурин I        | 2124—2244  | 2204—2244      | Пятый наместник Гондора, чьё правление пришлось на период Бдительного мира. Был назван в честь великого героя эдайн Первой Эпохи, Хурина Талиона.                                                                      |
| 6  | Турин I        | 2165—2278  | 2244—2278      | Был назван в честь Турина Турамбара, героя эдайн, убившего дракона Глаурунга. Шестой наместник Гондора, чьё правление пришлось на период Бдительного мира.                                                             |
| 7  | Хадор          | 2245—2395  | 2278—2395      | Седьмой наместник Гондора, чьё правление пришлось на период Бдительного мира. |
| 8  | Барахир        | 2290—2412  | 2395—2412      | Восьмой наместник Гондора, чьё правление пришлось на период Бдительного мира. |
| 9  | Диор           | 2328—2435  | 2412—2435      | Девятый наместник Гондора, чьё правление пришлось на период Бдительного мира. |
| 10 | Дэнетор I      | 2375—2477  | 2435—2477      | Племянник Диора. Последний наместник Гондора, чьё правление пришлось на период Бдительного мира. |
| 11 | Боромир        | 2410—2489  | 2477—2489      | В дни правления наместника Боромира урук-хай захватили Осгилиат и разрушили его. Боромир погиб от раны, нанесённой ему в битве отравленным клинком.                                                                    |
| 12 | Кирион         | 2449—2567  | 2489—2567      | В его дни войска Эотеода заселили отбитый ими у орков и истерлингов Каленардон. Именно наместнику Кириону Эорл Юный, первый король Рохана, принёс свою клятву.                                                         |
| 13 | Халлас         | 2480—2605  | 2567—2605      | Именно со дней Халласа в языке Гондора впервые упоминаются топоним Рохан и название его жителей — рохиррим. Был свидетелем клятвы Эорла.                                                                               |
| 14 | Хурин II       | 2515—2628  | 2605—2628      | Был вторым наместником Гондора, названным в честь Хурина Талиона, великого героя Первой Эпохи и третьим в своем роду.                                                                                                  |
| 15 | Белектор I     | 2545—2655  | 2628—2655      | Имя наместника Белектора в переводе с синдарина означает "могучий орёл". |
| 16 | Ородрет        | 2576—2685  | 2655—2685      | |
| 17 | Эктелион I     | 2600—2698  | 2685—2698      | |
| 18 | Эгалмот        | 2626—2743  | 2698—2743      | Внучатый племянник Ородрета, внук сестры Ородрета Морвен |
| 19 | Берен          | 2655—2763  | 2743—2763      | В его правление в Изенгарде поселился маг Саруман Белый |
| 20 | Берегонд       | 2700—2811  | 2763—2811      | |
| 21 | Белектор II    | 2752—2872  | 2811—2872      | |
| 22 | Торондир       | 2782—2882  | 2872—2882      | |
| 23 | Турин II       | 2815—2914  | 2882—2914      | |
| 24 | Тургон         | 2855—2953  | 2914—2953      | |
| 25 | Эктелион II    | 2886—2984  | 2953—2984      | В его правление на службе у Гондора под именем Торонгила инкогнито состоял будущий король — Арагорн, сын Араторна, впервые со времён королей династии Анариона совершивший морской рейд на Умбар, увенчавшийся победой |
| 26 | Дэнетор II     | 2930—3019  | 2984—3019      | Последний правящий наместник Гондора |

После кончины Дэнетора II правление Гондором перешло к королю Элессару, прижизненным наместником которого стал Фарамир (2983 г. Т. Э. — 82 г. Ч. Э.), сын Дэнетора и князь Итилиэнский. Фарамир находился в этой должности с 3019 г. Т. Э. до самой своей смерти в 82 г. Ч. Э.